# Geča
Geča (maďarsky Hernádgecse do roku 1907 Gecse) je obec na Slovensku v okrese Košice-okolí. Obec se nachází v Košické kotlině. Žije zde přibližně 1 900 obyvatel.

## Historie
První dochovaná písemná zmínka o obci pochází z roku 1255. Obec však existovala již před tatarským vpádem (1241), při kterém byly zničeny listiny jasovského kláštera. V roce 1938 zde žilo 602 obyvatel. V letech 1938 až 1945 se obec na základě První vídeňské arbitráže stala součástí Maďarska.

## Pamětihodnosti
- Kaštel s římskokatolickým kostelem Narození Panny Marie